# Cheick Timité
Cheick Aymar Timité (sinh ngày 20 tháng 11 năm 1997) là một cầu thủ chuyên nghiệp người Bờ Biển Ngà chơi ở vị trí tiền đạo chạy cánh hoặc tiền đạo cho câu lạc bộ V.League 1 Becamex Bình Dương.

## Sự nghiệp câu lạc bộ
Timité bắt đầu chơi bóng ở tuổi 15 với ES Nanterre trước khi chuyển đến học viện trẻ của Ajaccio. Anh ấy ra mắt Ajaccio trong trận hòa 0–0 Ligue 2 với Auxerre vào ngày 19 tháng 2 năm 2016. Timité gia nhập Amiens vào năm 2016. Do các vấn đề pháp lý liên quan đến việc chuyển nhượng, anh ấy không thể chơi cho Amiens trong năm đầu tiên và được cho Dunkerque mượn với thời hạn 1 năm trong mùa giải 2017–18.
Vào ngày 31 tháng 8 năm 2021, Timité chuyển đến Tây Ban Nha và gia nhập Segunda División bên CF Fuenlabrada theo hợp đồng một năm. Ngày 31 tháng 1 tiếp theo, chỉ sau một trận đá chính trong bảy trận tổng thể, anh đã chấm dứt hợp đồng. Cùng ngày, Timité đã ký hợp đồng với Valenciennes cho đến cuối mùa giải.
Vào ngày 30 tháng 9 năm 2023, Timité ký hợp đồng một năm với câu lạc bộ Thành phố Hồ Chí Minh của V.League 1 .

## Sự nghiệp quốc tế
Timité ra mắt với Đội tuyển bóng đá U23 Bờ Biển Ngà trong một cặp trận đấu trong khuôn khổ Vòng loại Cúp bóng đá U-23 các quốc gia châu Phi 2019 vào tháng 3 năm 2019.

## Danh hiệu
U23 Bờ Biển Ngà
- Cúp bóng đá châu Phi 2019: á quân 2019[8][9]